# HD173569
HD173569 — хімічно пекулярна зоря спектрального класу
A0 й має видиму зоряну величину в смузі V приблизно 10,7.

## Пекулярний хімічний склад
Зоряна атмосфера HD173569 має підвищений вміст 
Eu
.